# Ендшпил на шах без пешки
Ендшпил на шах без пешки е ендшпил в шахмата, в който остават само няколко фигури и няма пешки. Основните матове са видове ендшпили без пешки. Ендшпили без пешки не се срещат много често на практика, с изключение на основните матове: цар и дама срещу цар, цар и топ срещу цар и цар и дама срещу цар и топ.  Други случаи, които се срещат от време на време, са (1) топ и лека фигура срещу топ и (2) топ срещу лека фигура, особено ако тя е офицер. 
Изследването на някои ендшпили без пешки датира от векове от играчи като Франсоа-Андре Даникан Филидор (1726 – 1795) и Доменико Лоренцо Понциани (1719 – 1796). От друга страна, много от детайлите и скорошните резултати се дължат на изграждането на база от данни за шахматни окончания. Гросмайстор Джон Нън е написал книгата „Тайните на ендшпилите без пешки“, обобщаваща изследването на табличните бази данни за няколко вида шахматни окончания без пешки. 
Оценката на позициите в края на играта предполага оптимална игра от двете страни. В някои случаи едната страна на тези ендшпили може да достигне до победа; в други случаи играта е равенство (реми).

## Терминология
- Тежките (основните) фигури са дама и топ. Леките (второстепенните) фигури са офицер и кон.
- Хоризонталът е редица от квадрати на шахматната дъска. Вертикалът е колона от квадрати на дъската.
- Ако играч има два офицера, се приема, че те се движат по квадрати с противоположни цветове, освен ако не е посочено друго.

Когато е посочен броят ходове за победа, се приема най-добрата игра от двете страни. Броят на ходовете, дадени за победа, е до мат (метрика ДДМ) или до преобразуване на позиция в по-проста позиция, за която се знае, че е победа (метрика ДДП). Например, с дама срещу топ, това би било докато се постигне мат или топът не бъде взет, което води до позиция, осигуряваща елементарен мат.

## Основни матове
Мат може да бъде наложен срещу сам цар с цар плюс: (1) дама, (2) топ, (3) два офицера или (4) офицер и кон (вижте Мат с офицер и кон). Матът е възможен с два коня, но не може да бъде наложен.

## Дама срещу топ
- Дама срещу топ – Ако черните не могат да обявят незабавно вечен шах, белите побеждават. При оптимална игра на черните победата е трудна. Така, през 1977 г. програмистът Кен Томпсън предложи шахматистите, играейки с белите, да победят компютъра в такава зададена позиция. Срещу компютъра се опитвали да играят Ханс Берлинер (бивш световен шампион по кореспондентен шах) и Лорънс Дей (шампион на Канада). Нито единият, нито другият са могли да постигнат победа [4]. Когато противниците играят оптимално, белите взимат топа или обявяват мат за не повече от 32 хода [5]. Черните могат да използват „отбраната по третата линия“, която хората трудно могат да преодолеят.

## Дама срещу леки фигури
- ;  Дама срещу лека фигура – белите печелят лесно. Победата се постига чрез избутване на царя до ръба на дъската.

## Разни ендшпили без пешки

### Само дами
- Дама срещу дама – като правило позицията е равна. Има малък брой позиции, при които един от играчите може да победи при своя ход или даже при ход на противника.

### Тежки фигури
- Топ срещу топ е почти винаги равенство, но понякога е възможна победа, ако кралят на противника е на ръба на дъската и е заплашен от непосредствен партньор.

### Топове срещу леки фигури
- ;  Топ срещу лека фигура – позицията обикновено е равна.
- Топ срещу кон – има печеливши позиции за белите, когато конят е далеч от царя. [6]
- Топ срещу офицер – черните постигат равенство, като царят им отива в ъгъла, недостижим за офицера (бял, ако офицерът е по черни квадрати и обратно). Има печеливши позиции за белите, когато черният цар е заключен в грешния ъгъл. [7]

### Леки фигури
- ; ;  Лека фигура срещу лека фигура е равенство. Ако и двете леки фигури са еднополи офицери, освен това е невъзможен и кооперативен мат. В други случаи той е възможен.

## Резюме в таблици

#### Резултатни таблици на ендшпили без пешки
| По-силна страна | По-слаба страна | Изход от играта | Оценка на сложността |
| --------------- | --------------- | --------------- | --- |
|                 |                 | Победа          | Не е лесно за по-силната страна, в някои случаи при оптимална игра на двете страни са необходими 31 хода, за да се спечели топа |
|                 |                 | Реми            | Лесно за защитаващия се, ако той насочи царя към правилния ъгъл – с противоположен цвят на полетата на офицера                  |
|                 |                 | Реми            | Просто за защитаващия се, ако държи коня до своя цар и конят не попадне на „полетата за убиване“ в ъглите на дъската            |
|                 |                 | Реми            | Трудно, но постижимо за защитаващия се, ако използва защита Кохрен                                                              |
|                 |                 | Реми            | Просто за защитаващия се, доколкото един кон повече не е достатъчен за победа                                                   |
|                 |                 | Победа          | Сложно и за нападащия, и за защитаващия се. Много позиции изискват за победа над 50 хода. Съществува и крепост за реми          |
|                 |                 | Победа          | Често по-силната страна лесно печели. Съществуват и крепости за реми                                                            |
|                 |                 | Реми            | Просто за защитаващия се, ако двата коня се защитават един друг и царят е до тях                                                |
|                 |                 | Реми            | Трудно за защитаващия се, конят в такава ситуация може да създаде решаващо предимство                                           |
|                 |                 | Реми            | Лесно |

| Aтaкуващи фигури | Защитаващи се фигури | Най-дълга победа |
| ---------------- | -------------------- | ---------------- |
|                  |                      | 77               |
|                  |                      | 88               |
|                  |                      | 70               |
|                  |                      | 98               |
|                  |                      | 262              |
|                  |                      | 246              |
|                  |                      | 246              |
|                  |                      | 238              |
|                  |                      | 105              |
|                  |                      | 149              |
|                  |                      | 140              |
|                  |                      | 232              |
|                  |                      | 86               |
|                  |                      | 102              |
|                  |                      | 210              |
|                  |                      | 176              |
|                  |                      | 304              |
|                  |                      | 152              |
|                  |                      | 262              |
|                  |                      | 212              |
|                  |                      | 84               |
|                  |                      | 134              |
|                  |                      | 112              |
|                  |                      | 117              |
|                  |                      | 122              |
|                  |                      | 182              |
|                  |                      | 120              |
|                  |                      | 195              |
|                  |                      | 229              |
|                  |                      | 150              |
|                  |                      | 192              |
|                  |                      | 176              |
|                  |                      | 197              |
|                  |                      | 545              |
|                  |                      | 169              |
|                  |                      | 106              |
|                  |                      | 115              |
|                  |                      | 154              |
|                  |                      | 141              |
|                  |                      | 94               |
|                  |                      | 141              |
|                  |                      | 107              |
|                  |                      | 247              |

Във всички показани ендшпили без пешки със 7 фигури са необходими повече от 50 хода на белите, за да спечелят при най-правилна игра на черните. Следователно, ако не сгреши, по-слабата страна винаги постига реми. Друг резултат е възможен при грешка на някоя от страните.